# Anadón
Anadón – gmina w Hiszpanii, w prowincji Teruel, w Aragonii, o powierzchni 24,62 km². W 2011 roku gmina liczyła 27 mieszkańców.